# Cerveceras de Burton

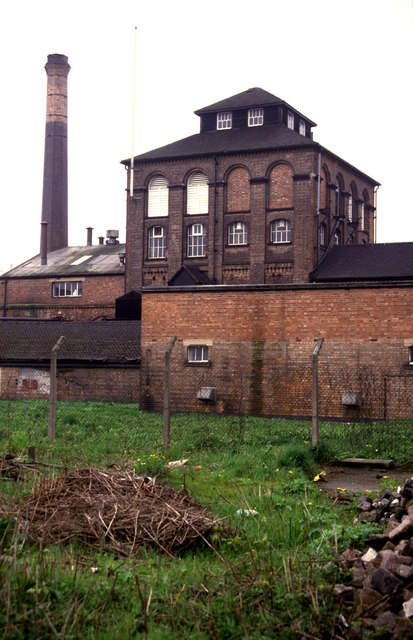
Cervecera Trent, la antigua Cervecera Everards en la Ctra. de Anglesey, Burton.

Burton upon Trent tiene una larga, importante y memorable historia en la elaboración de cerveza, en el pasado exportó a través del mundo y contabilizó un cuarto de la producción del Reino Unido; la emulación del agua de Burton en la elaboración de cerveza se denomina Burtonizacion. Gran parte de la ciudad estuvo dedicada a la industria de la cerveza durante el siglo XIX y bajo la influencia de los cerveceros política y socialmente.

## Cerveceros y compañías cerveceras
Algunos cerveceros tenían más de una compañía cervecera y las fábricas de cerveza solían cambiar de dueño. Aparte de las compañías que empezaron desde cero, había también fábricas de cerveza ya existentes en otras zonas que se trasladaron a la ciudad de Burton en los años de 1870.

## Influencia política
Cuando la ciudad se constituyó como municipio en 1878, los cerveceros  Henry Wardle, John Yeomans, y Sydney Evershed , fueron elegidos como concejales en la primera reunión del consejo; otros cerveceros fueron ocupando las vacantes y William Henry Worthington fue elegido como alcalde. Los cerveceros eran prominentes en el Parlamento, con Bass, Ratcliff,  Gretton y Evershed representando a Burton, y Gretton y Wardle representando a  South Derbyshire. Muchos cerveceros fueron ennoblecidos, incluyendo a Allsopp, Bass y Gretton, creando un subgrupo de la nobleza con el apodo del Beerage. Aun así una industria que tuvo más de 30 representantes en 1881 declinó a ocho en 1927 y muchos los nombres famosos desaparecieron de las bancadas.

## Cerveceros y críquet
En 1827, el Club de Críquet de Burton se formó  a instancias de Abraham Bass, hijo del cervecero Michael Bass. Bass fue conocido como el fundador del críquet en los Midland y fue un miembro del equipo del Northern Counties que jugaba contra el M.C.C. en Burton en 1841. En el apogeo de la fabricación de cerveza en Burton, muchas compañías de cervecería tuvieron sus propios equipos de críquet. La Brewery Cup se estableció alrededor de1894 por el Burton Breweries Cricket Association. Un legado de esa época que aún perdura son los dos campos de críquet que han venido siendo utilizados por el Derbyshire County Cricket Club, el Bass Worthington Ground y el Ind Coope Ground. Los jugadores de críquet de primera clase de las familias cerveceras, todos los cuales, excepto los Allsopps jugaron para el Derbyshire.